# Saccolabium congestum
Saccolabium congestum là một loài thực vật có hoa trong họ Lan. Loài này được (Lindl.) Hook.f. miêu tả khoa học đầu tiên năm 1890.